# Vitrina Comella

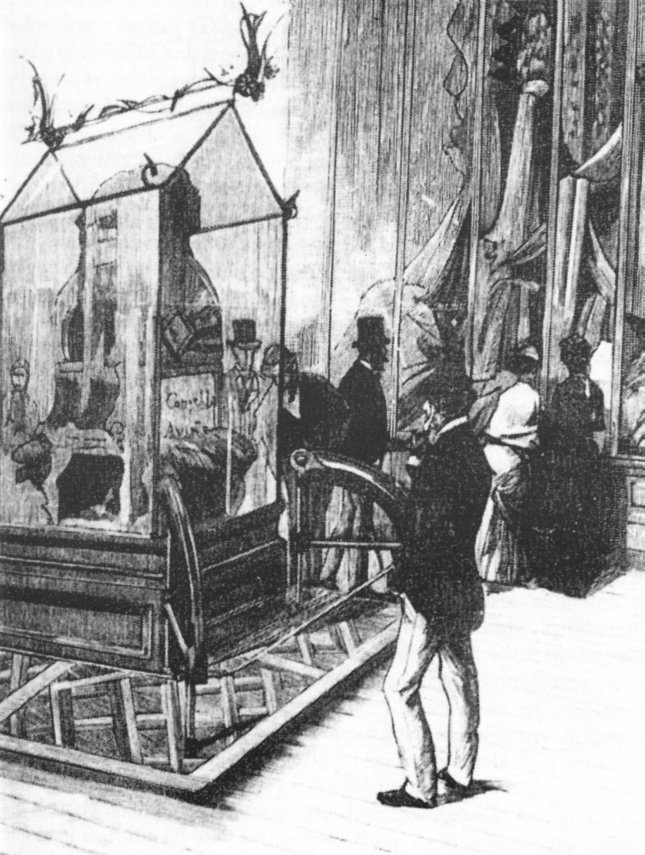
Vitrina para la Guantería Esteban Comella, grabado de Josep Lluís Pellicer aparecido en La Ilustración Española y Americana el 22 de septiembre de 1878

La vitrina para la Guantería Esteban Comella fue diseñada por el arquitecto modernista Antoni Gaudí en 1878 con el objetivo de ser expuesta en el pabellón español de la Exposición Universal de París de ese año. Fue una de las primeras obras del recién licenciado Gaudí y, pese a ser un mueble de existencia efímera, fue trascendental en su obra, ya que por su renovador lenguaje que apuntaba ya al modernismo atrajo la atención de numerosas personas, entre ellas el futuro mecenas de Gaudí, Eusebi Güell.

## Historia y descripción

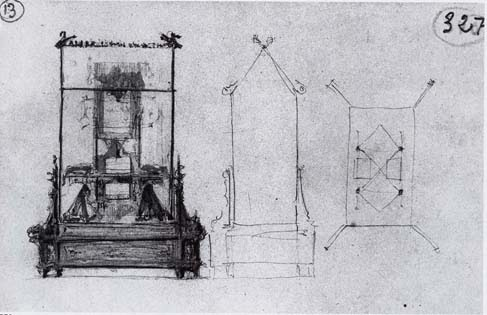
Croquis de la vitrina dibujado por Gaudí en el reverso de una de sus tarjetas de visita

Antoni Gaudí (Reus o Riudoms, 1852-Barcelona, 1926) cursó arquitectura en la Escuela de la Lonja y en la Escuela Técnica Superior de Arquitectura de Barcelona, donde se graduó en 1878. Una vez obtenido el título de arquitecto, sus primeros trabajos fueron unas farolas para la plaza Real, el proyecto de Quioscos Girossi, la vitrina para la Guantería Esteban Comella y el mobiliario para la capilla-panteón del palacio de Sobrellano en Comillas, todos del mismo año de su graduación, así como la Cooperativa Obrera Mataronense (1878-1882), que fue su primer encargo importante, aunque no se llegó a materializar en su conjunto, ya que solo se construyó una nave. Sus siguientes realizaciones fueron el mobiliario de la Farmacia Gibert (1879) y las obras para la Congregación de Jesús-María en Barcelona y Tarragona (1879-1881).
En mayo de 1878 Gaudí diseñó una vitrina para la Guantería Esteban Comella, con el objetivo de exponer los productos de esta firma en el pabellón español de la Exposición Universal que se celebraba en París ese año. La Guantería Esteban Comella, antes de Raimundo Comella, estaba situada en la calle de Avinyó 5-7, esquina calle de Ferran, en el distrito de Ciutat Vella de Barcelona. Según Joan Matamala, en su libro Gaudí. Mi itinerario con el arquitecto (1960), Gaudí realizó también el mostrador de este establecimiento, testimoniando que el antiguo fue a parar a casa de su padre, Llorenç Matamala, escultor que colaboró habitualmente con Gaudí y fue amigo personal suyo.

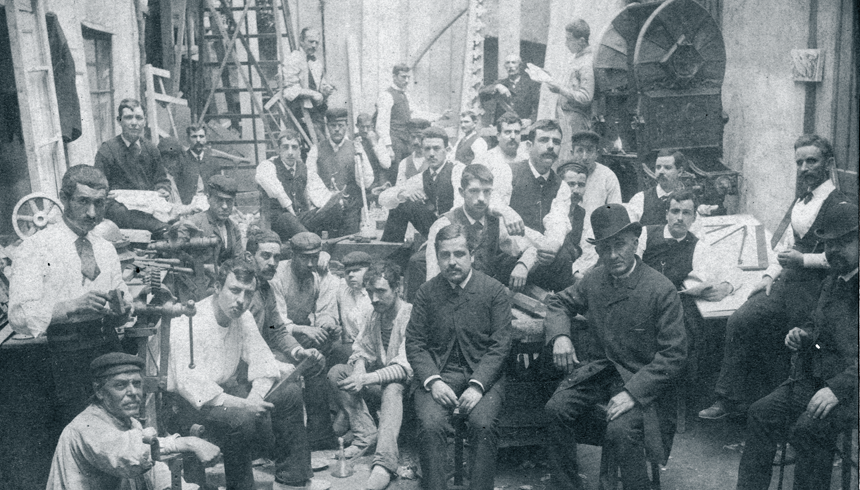
Taller de Eudald Puntí. En el centro, Antoni Gaudí; a su lado, con sombrero, Puntí; en el margen derecho, también con sombrero, Esteban Comella. En la foto se aprecia también la vitrina

La vitrina fue realizada en el taller de ebanistería de Eudald Puntí, que fue uno de los principales colaboradores de Gaudí al inicio de su carrera. La vitrina tenía un basamento de madera con refuerzos en los ángulos de contrafuertes decorativos, un cuerpo de volumen paralelepipédico formado por seis vidrios y una cubierta de dos vertientes, todo ello unido por pequeñas piezas metálicas de discreta disposición. En el coronamiento de la vitrina había una cresta metálica con decoración de motivos vegetales. En su interior había un templete con estantes para la exposición de los guantes, con una disposición que permitía su visión en 360°.
Según J. Emilio de Santos (España en la Exposición universal), el expositor de la Guantería Comella ganó una medalla de plata en la exposición.
Esta obra atrajo la atención del empresario Eusebi Güell, que estaba de visita en la capital francesa. Quedó tan impresionado que a su retorno quiso conocer a Gaudí, por lo que se dirigió a la guantería, de la que era cliente; él y el propietario se dirigieron al taller Puntí, donde el empresario conoció al arquitecto. Empezó entonces una larga amistad y colaboración profesional, por la que Güell se convirtió en el principal mecenas de Gaudí y patrocinador de muchos de sus grandes proyectos, en obras como el palacio Güell, las bodegas Güell, los pabellones Güell, el parque Güell y la cripta de la Colonia Güell en Santa Coloma de Cervelló. Según Carmen Güell, «Güell abrió a Gaudí las puertas de su casa de par en par, le presentó a su familia y a sus amigos, y le brindó el apoyo económico y moral que necesitaba para triunfar».